# Marion Vernese Williams

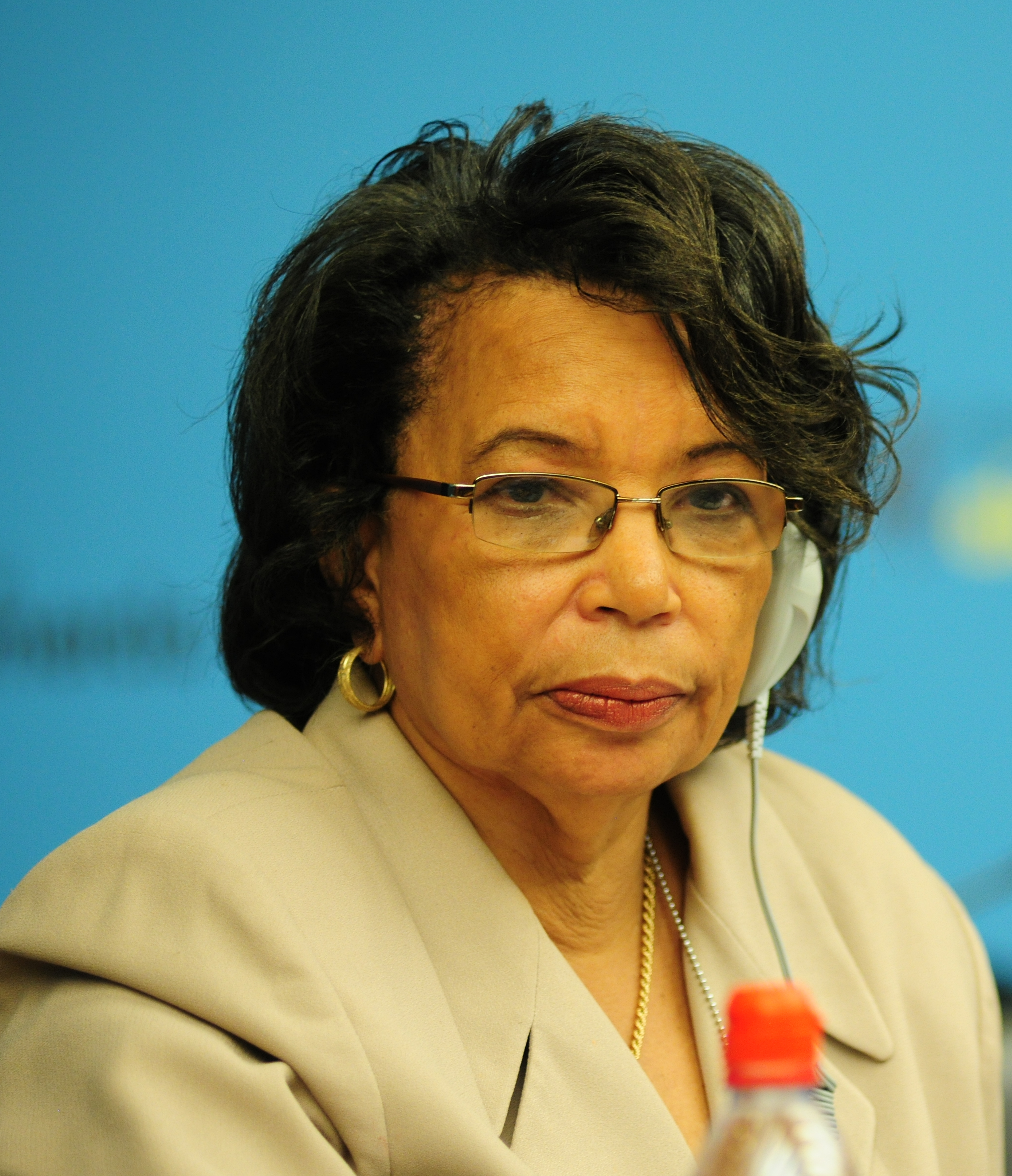
Marion Williams (2013)

Marion Vernese Williams  GCM, là một nhà kinh tế, ngân hàng, kế toán và nhà ngoại giao người Barbados.

## Giáo dục và giáo dục sớm
Williams được sinh ra Marion Mottley, là con gái của hai giáo viên Barbados, Rudolph và Cledlene Mottley. Bà được học tại Trường tiểu học St George, Trường St Michael's, và từ 12 tuổi tại Queen's College. Bà đã lấy được bằng Kinh tế vào năm 1968 từ Đại học West Indies, và sau đó là Thạc sĩ Kinh tế với tư cách là nghiên cứu sinh đầu tiên trong lĩnh vực tại khuôn viên Cave Hill của trường đại học. Năm 1995, bà đã nhận được bằng tiến sĩ. về Kinh tế tại Đại học Surrey, với luận án về quy định thận trọng và tự do hóa kinh tế.

## Sự nghiệp
Sau khi có bằng Cử nhân, bà làm việc cho Cơ quan Tiền tệ Đông Caribê, tiền thân của Ngân hàng Trung ương Barbados, nơi cuối cùng bà được bổ nhiệm làm Giám đốc Nghiên cứu. Năm 1973, bà gia nhập Ngân hàng Trung ương, nơi bà nắm giữ nhiều vị trí quản lý và cấp cao và được bổ nhiệm làm Thống đốc năm 1999.
Trong nhiệm kỳ chính sách tiền tệ hàng đầu của mình ở Barbados, Thủ tướng Barbados David Thompson đã ghi nhận nhóm nghiên cứu do Williams lãnh đạo vì đã giúp nền kinh tế Barbados nổi lên tương đối không bị ảnh hưởng bởi các cuộc khủng hoảng tài chính ảnh hưởng đến các khu vực khác trên toàn cầu.
Sau khi nghỉ hưu vào năm 2009, Thompson tuyên bố rằng ông đã bổ nhiệm bà làm Đại diện thường trực của Barbadian cho Văn phòng Liên Hợp Quốc và các tổ chức quốc tế khác tại Geneva. Williams đảm nhận bài đăng vào ngày 1 tháng 2 năm 2010 và trình giấy ủy nhiệm của mình cho Tổng thư ký Văn phòng Liên Hợp Quốc, Sergei Ordzhonikidze, bốn ngày sau đó.

## Cuộc sống cá nhân
Cô đã kết hôn với Clyde Williams; họ có hai con.

## Ấn phẩm
- Tự do hóa một hệ thống ngân hàng được điều chỉnh: Vụ kiện Caribbean, Ashgate Publishing, 1996, ISBN 1859724329
- Marion V. Williams (2001). Managing Public Finances in a Small Developing Economy: The Case of Barbados. Greenwood Publishing Group. ISBN 978-0-275-97031-4.  Marion V. Williams (2001). Managing Public Finances in a Small Developing Economy: The Case of Barbados. Greenwood Publishing Group. ISBN 978-0-275-97031-4.  Marion V. Williams (2001). Managing Public Finances in a Small Developing Economy: The Case of Barbados. Greenwood Publishing Group. ISBN 978-0-275-97031-4.

## Giải thưởng
- Vương miện vàng [2]
- Danh dự LL. D., Đại học Tây Ấn (Cave Hill) [7]